# El-Hassan Mahta
El-Hassan Mahta (arab. ‏الحسن مهتا‎; ur. 2 października 1965) – marokański narciarz alpejski, uczestnik igrzysk olimpijskich w Albertville.

## Osiągnięcia

### Igrzyska olimpijskie
| Miejsce | Dzień     | Rok  | Miejscowość | Konkurencja | Czas biegu | Strata | Zwycięzca            |
| ------- | --------- | ---- | ----------- | ----------- | ---------- | ------ | -------------------- |
| 91.     | 16 lutego | 1992 | Albertville | Supergigant | 1:13,04    | +28,02 | Kjetil André Aamodt  |
| DSQ1    | 18 lutego | 1992 | Albertville | Gigant      | 2:06,98    | –      | Alberto Tomba        |
| 60.     | 22 lutego | 1992 | Albertville | Slalom      | 1:44,39    | +73,07 | Finn Christian Jagge |